# Psephellus hymenolepis
Psephellus hymenolepis là một loài thực vật có hoa trong họ Cúc. Loài này được (Trautv.) Boiss. miêu tả khoa học đầu tiên năm 1888.